# De Magneet
De Magneet is het holebi- en transgendertijdschrift van Het Roze Huis in Antwerpen. Het blad ontstond bij de oprichting van de organisatie in 1994 en was een initiatief van Denis Bouwen.

## Geschiedenis
Bouwen, die toen journalist was bij de Financieel-Economische Tijd, richtte het blad op en was lange tijd hoofdredacteur. Eerst was De Magneet een nieuwsbrief van de Het Roze Huis vzw maar het blad groeide snel uit tot een volwaardig tijdschrift. De Magneet wordt volledig gemaakt door vrijwilligers maar er zijn ook mensen uit de journalistieke wereld betrokken zoals radiomaker Sven Pichal. In 2008 werd de hoofdredactie overgedragen aan Dennis De Roover en Timothy Junes die beiden studeerden aan de Plantijn Hogeschool. Het tijdschrift verscheen lange tijd in grijs met enkel de coverpagina’s in kleur maar in 2010 werd volledig overgestapt op kleur. In 2013 verliet Dennis De Roover de redactie om hoofdredacteur van ZiZo-magazine te worden. Timothy Junes bleef een tijd aan als vrijwillige hoofdredacteur. In de winter van 2013 verscheen de laatste editie van De Magneet in de vorm van een tijdschrift. Sindsdien is Het Roze Huis - çavaria Antwerpen opnieuw overgestapt op een gedrukte nieuwsbrief voor haar communicatie.

## Thema’s
Het tijdschrift richt zich in de eerste plaats tot holebi's en transgenders in de provincie Antwerpen. Daardoor is er vaak een verband tussen de thema's en een plaats, gebeurtenis of geïnterviewde uit de provincie. 
De Magneet bestond al op het moment dat de homobeweging in België een aantal overwinningen boekte zoals de invoering van het homohuwelijk, de invoering van het adoptierecht voor holebi's en de toevoeging van seksuele geaardheid als grond van discriminatie in de antidiscriminatiewet van 2007. De Magneet gaf als blad dat was ontstaan uit de homobeweging veel aandacht aan die thema's op het moment dat zij actueel waren.
Het blad publiceerde tijdens zijn bestaan een aantal primeurs. Zo verklaarde politieagent Serge Muyters, de broer van minister Philippe Muyters, in het tijdschrift homoseksueel te zijn. Het blad publiceerde ook als eerste Vlaamse holebitijdschrift een mannelijke topsporter die op de omslag uit de kast kwam: Ivan Denis die wereldkampioen handboogschieten was bij de junioren.
Het blad is ook gekend als het aankomt op interviews met mensenrechtenactivisten uit Afrika en de Arabische wereld. Die expertise wordt onder meer aangeleverd door wish (werkgroep internationale solidariteit met holebi’s), een aangesloten vereniging van Het Roze Huis die opkomt voor holebi’s in het buitenland. Toen in 2011 Oegandees mensenrechtenactivist David Kato werd vermoord, plaatste De Magneet een zwart-wit rouwfoto op de cover.

## Verspreiding
Aanvankelijk verscheen het tijdschrift alleen via de post en via café Den Draak, het café dat onder Het Roze Huis is gevestigd. In 2011 werd besloten door de verantwoordelijke uitgever om het blad te verspreiden via alle holebihoreca- en winkels.
De Magneet verschijnt vier keer per jaar: begin maart, juni, september en december. Het tijdschrift wordt gedrukt op A4-formaat. De helft van de oplage wordt vrij verspreid maar er zijn ook abonnees die geld betalen om het tijdschrift thuisgestuurd te krijgen.

## Cartoons
De Roze Groentjes is terugkerende stripreeks in De Magneet. De tekeningen worden gemaakt door cartoonist Bob Torfs en de verhalen worden samen met Ludwig De Vocht bedacht. Daarnaast zijn er ook losse cartoons van Torfs bij de artikels.